# Исав
Исав (хебр. עֵשָׂו – „длакав“) је према Библији био први син Исака и Ребеке, Јаковљев брат близанац и унук Аврама и Саре. Помиње се у Књизи постања, помињу га пророци Авдеј и Малахија а помиње се и у посланицама Римљанима и Јеврејима у новом завету.

## Исав у хебрејској Библији
Према Књизи постања 25 Исав је био Исаков и Ребекин првенац, Јаковљев близанац, који се родио држећи се за његову пету. Њиховом оцу Исаку је било 60 година када су се они родили. Када је Исав одрастао постао је вешт ловац и пољопривредник, док је његов брат Јаков био скроман и боравио у шаторима. Пошто је Исав волео дивљач био је дражи свом оцу, док је Јаков био дражи мајци.
Исав је познат по томе што је олако погазио и уступио своје првенаштво брату Јакову. Наиме, једном приликом се Исав вратио са поља. Био је гладан и тражио је од Јакова да му да црвеног варива да поједе. Јаков је одговорио да ће му удовољити ако најпре он њему уступи своје првенаштво. Исав се с тим сложио, али Јаков је још тражио да му се закуне, а када му се Исав заклео добио је хлеба и супу од сочива.
Према Књизи постања 27 Исак је остарио и ослепео. Одлучио је да пре смрти да Исаву благослов. Међутим, благослов је добио Јаков уместо Исава, јер је Исав продао Јакову право на благослов. Због овога се Исав наљутио, толико да је хтео да убије Јакова. Када је Ребека то чула, звала је Јакова и наредила му да побегне код њеног брата Лабана у Харан. До њиховог следећег сусрета прошло је много година. Када су се видели, Исав му је потрчао у сусрет, загрлио га, пољубио и пао му око врата. Помиривши се, Исав се запутио назад у Сеир, док се Јаков настанио у Сихему, у земљи хананској.
У Библији је записано да је Исав имао три жене, да је отац пет синова и праотац Идумејаца, народа који је постао непријатељ Израиљу. Његова смрт није описана у Библији.

## Други извори
Према Вавилонском Талмуду, Сота 13б, Исава је убио Хушим, син Дана и унук Јакова, пошто је Исав покушао да спречи да се Јаков сахрани у пећини у Макпели (у Пећини патријараха) у Хеброну.